# Cupa Regelui Fahd 1992
Cupa Regelui Fahd 1992 a fost prima ediție a Cupei Confederațiilor FIFA, pe atunci numită Cupa Regelui Fahd, organizată de Arabia Saudită.

## Echipe participante

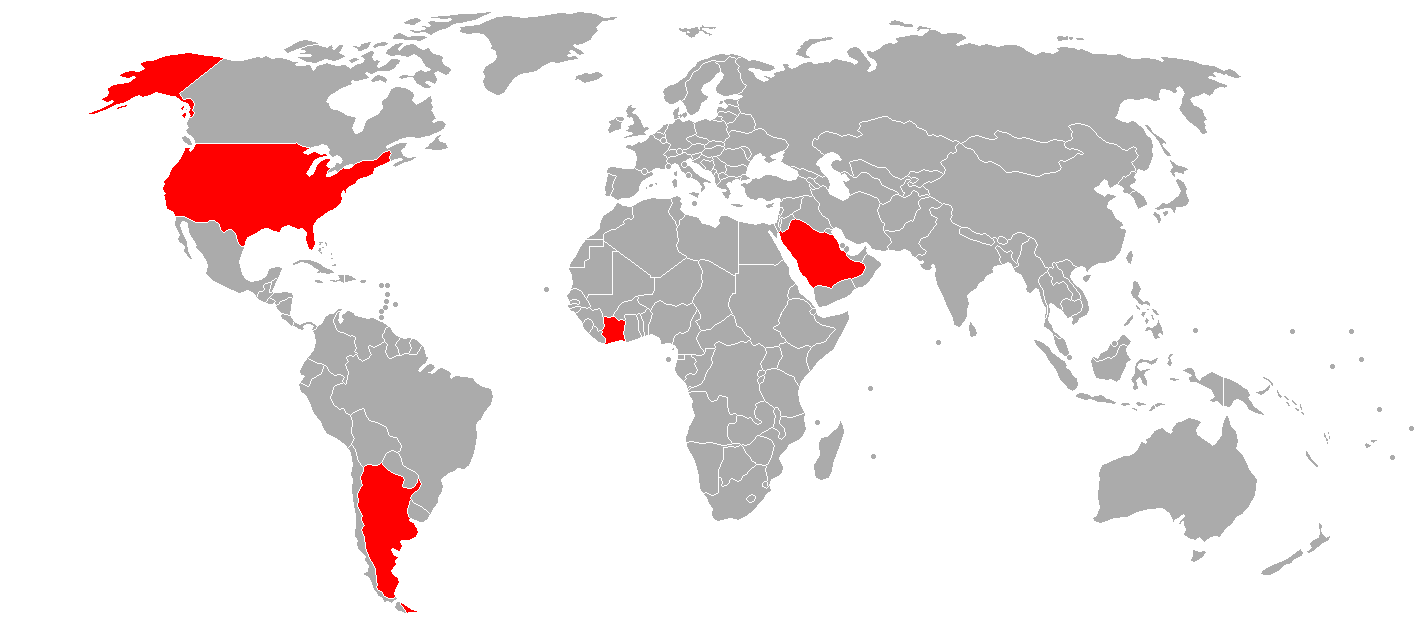
Echipele participante

| Echipă           | Confederație | Calificare                                 | Participare |
| ---------------- | ------------ | ------------------------------------------ | ----------- |
| Arabia Saudită   | AFC          | Gazdă și câștigătorii Cupei Asiei AFC 1988 | 1           |
| Argentina        | CONMEBOL     | Câștigătorii Copa América 1991             | 1           |
| Statele Unite    | CONCACAF     | Câștigătorii Cupei de Aur CONCACAF 1991    | 1           |
| Coasta de Fildeș | CAF          | Cupa Africii pe Națiuni 1992               | 1           |

## Stadion
Toate meciurile s-au jucat pe:
| Riyadh                    |
| ------------------------- |
| Stadionul Regelui Fahd II |
| Capacitate: 67,000        |
|                           |

## Arbitrii
Africa
- Lim Kee Chong

Asia
- Jamal Al Sharif

America de nord, Centrală și caribeană
- Rodrigo Badilla

America de Sud
- Ulisses Tavares da Silva

## Turneu
|  | Semifinale                 | Semifinale            |   |                            | Finala                | Finala |  |
|  |                            |                       |   |                            |                       |        |  |
|  | 15 octombrie - Riyadh      |                       |   |                            |                       |        |  |
|  | Arabia Saudită             | 3                     |   |                            |                       |        |  |
|  | Statele Unite ale Americii | 0                     |   |                            |                       |        |  |
|  |                            |                       |   |                            |                       |        |  |
|  |                            |                       |   |                            | 20 octombrie - Riyadh |        |  |
|  |                            |                       |   |                            | Arabia Saudită        | 1      |  |
|  |                            | Argentina             | 3 |                            |                       |        |  |
|  |                            |                       |   |                            |                       |        |  |
|  |                            |                       |   |                            |                       |        |  |
|  |                            |                       |   |                            | Finala mică           |        |  |
|  | 16 octombrie - Riyadh      | 16 octombrie - Riyadh |   | 19 octombrie - Riyadh      | 19 octombrie - Riyadh |        |  |
|  | Argentina                  | 4                     |   | Statele Unite ale Americii | 5                     |        |  |
|  | Coasta de Fildeș           | 0                     |   |                            | Coasta de Fildeș      | 2      |  |

### Semi-finale
| Arabia Saudită                               | 3 – 0     | Statele Unite ale Americii |
| -------------------------------------------- | --------- | -------------------------- |
| Al Bishi 48' Al-Thunayan 74' Al Muwallid 84' | (Cronică) | Quinn 81'                  |

| Argentina                                   | 4 – 0     | Coasta de Fildeș |
| ------------------------------------------- | --------- | ---------------- |
| Batistuta 2', 10' Altamirano 67' Acosta 81' | (Cronică) | Abduo 51'        |

### Meciul pentru locul trei
| Statele Unite ale Americii                       | 5 – 2     | Coasta de Fildeș   |
| ------------------------------------------------ | --------- | ------------------ |
| Balboa 12' Jones 31' Wynalda 56' Murray 67', 83' | (Cronică) | Traoré 16' Sie 76' |

### Finală
| Arabia Saudită | 1 – 3     | Argentina                              |
| -------------- | --------- | -------------------------------------- |
| Al-Owairan 65' | (Cronică) | Rodríguez 18' Caniggia 24' Simeone 64' |

## Titlu
| Câștigătorii Cupei Regelui Fahd 1992 |
| ------------------------------------ |
| Argentina Primul titlu               |

## Marcatori
| 2 goluri - Gabriel Batistuta - Bruce Murray 1 gol - Alberto Acosta - Ricardo Altamirano | 1 gol (cont.) - Claudio Caniggia - Leonardo Rodríguez - Diego Simeone - Donald-Olivier Sié - Abdoulaye Traoré - Fahad Al-Bishi | 1 gol (cont.) - Khalid Al-Muwallid - Saeed Al-Owairan - Yousuf Al-Thunayan - Marcelo Balboa - Cobi Jones - Eric Wynalda |